# Сторожинецкая городская община
Сторожинецкая городская община (укр. Сторожинецька міська громада) — территориальная община в Черновицком районе Черновицкой области Украины.
Административный центр — город Сторожинец.
Население составляет 41964 человека. Площадь — 532,96 км².
В соответствии с распоряжением Кабинета Министров Украины от 12 июня 2020 года, в состав общины вошла территория Сторожинецкого городского совета, а также Банилово-Подгорненского, Бобовецкого, Давыдовского, Зруб-Комаровского, Комаровского, Костинецкого, Новобросковецкого, Панковского, Ропчанского, Слобода-Комаровского и Старожадовского сельских советов упразднённого Сторожинецкого района

## Населённые пункты
В состав общины входят 1 город и 16 сёл:
- Город Сторожинец
- Банилово-Подгорненский старостинский округ:
  - Банилов-Подгорный
- Бобовецкий старостинский округ:
  - Бобовцы
- Давыдовский старостинский округ:
  - Давыдовка
- Зруб-Комаровский старостинский округ:
  - Зруб-Комаровский
- Комаровский старостинский округ:
  - Комаровцы
- Костинецкий старостинский округ:
  - Костинцы
  - Ясены
- Новобросковецкий старостинский округ:
  - Заболотье
  - Новые Бросковцы
- Панковский старостинский округ:
  - Панка
- Ропчанский старостинский округ:
  - Ропча
- Слобода-Комаровский старостинский округ:
  - Слобода-Комаровцы
- Старожадовский старостинский округ:
  - Дибровка
  - Косованка
  - Новая Жадова
  - Старая Жадова